# Vianney d'Alançon
Vianney-Marie Audemard d’Alançon dit Vianney d'Alançon, né le 27 février 1986 à Sainte-Foy-lès-Lyon, est un entrepreneur français dans l'industrie culturelle, le patrimoine et la bijouterie,,.

## Parcours professionnel

### Entrepreneur dans l'industrie des métaux et de la bijouterie
Autodidacte et sans diplôme, il crée des entreprises dans l'industrie des bijoux. Après une collaboration avec le créateur de mode Kenzō Takada pour une ligne de bijoux pour la Saint-Valentin, il fonde en 2010 la Maison Laudate qui fabrique des médailles et des bijoux. En 2022, Il rachète l’industrie FIA, entreprise du patrimoine vivant[réf. souhaitée].

### Entrepreneur dans le patrimoine et le spectacle historique
En 2016, il achète et aménage le château de Saint-Vidal (Haute-Loire) pour y créer des spectacles historiques. Le projet qui bénéficie d'une subvention régionale de 1,3 million d’euros (l'inauguration en présence de Laurent Wauquiez ayant lieu le 16 juin 2018) et du mécénat notamment de l'entreprise Michelin et de la famille Dassault est inauguré en juin 2018. Il préside l'Association pour la valorisation du Velay Auvergne et Gévaudan, créée à cet effet en décembre 2016.
En 2019, soutenu par plusieurs industriels dont Dassault et Michelin, il achète et aménage le château de La Barben (Bouches-du-Rhône) pour y créer le Rocher Mistral, un parc à thème provençal.
En avril 2018, il est reçu officiellement au ministère de la Culture et au palais de l'Élysée pour parler avec le président Emmanuel Macron, du patrimoine et de la culture française et du château de Saint-Vidal.
En 2023 il devient président d'une fondation intervenant en région PACA et à Monaco, Avenir Culture et Patrimoine.

### Média et journalisme
En novembre 2024, à son initiative, il rachète avec un consortium composé notamment de Bernard Arnault, Rodolphe Saadé, Vincent Bolloré, Stéphane Courbit, Pierre Gattaz ou encore la famille Dassault, l'École supérieure de journalisme de Paris dont il assure la présidence,.

## Affaires judiciaires

### Atteintes à l’urbanisme, au patrimoine et à l’environnement
En novembre 2023, il comparait  avec le parc « Rocher Mistral » pour plusieurs atteintes à l’urbanisme, au patrimoine et à l’environnement, en particulier pour avoir procédé à des aménagements sans autorisation dans le parc du château de La Barben et menacé l'habitat de chauves-souris protégées,.
Le 21 février 2024, le tribunal correctionnel d'Aix-en-Provence, condamne le parc « Rocher Mistral » et son fondateur Vianney Audemard d'Alançon à deux amendes respectives de 70 000 et 20 000 euros assorties d’un sursis simple et à remettre en état dans un délai de neuf mois une large partie du site historique sur lequel le parc à thème « Rocher Mistral » est implanté avec une astreinte de 200 euros par jour de retard en cas de manquement à cette décision,.
L’avocat de « Rocher Mistral » et de Vianney Audemard d’Alançon indique que son client a l’intention de faire appel. Il est relaxé concernant l’atteinte à une espèce protégée, au sujet de la colonie de chauves-souris. En revanche, la société et son fondateur doivent verser respectivement 2 000 euros de dommages et intérêts à la commune de La Barben et 1 000 euros à l’association « France Nature Environnement » qui s’étaient constituées partie civile.

## Situation personnelle
Né le 27 février 1986 à Sainte-Foy-lès-Lyon, Vianney-Marie Audemard d’Alançon est un membre de la famille Audemard d'Alançon, originaire de Provence,. Il est le fils de Jean Audemard d'Alançon et de Marie Madeleine Lestra, et le neveu de Véronique Audemard d’Alançon et Yves Mourousi. Vianney d'Alançon est marié à Laure de Braquilanges, fille du général Martial de Braquilanges.
Le journal La Marseillaise écrit qu'il est réputé proche des « milieux traditionalistes catholiques ». Le magazine hebdomadaire Le Point dément cette information.
Depuis 2022, il est membre du Félibrige, créé par Frédéric Mistral
En 2022, Il est récompensé du prix Young Heritage Entrepreneur Award à Bruxelles par Alfonso Pallaviccini beau-frère du roi Philippe de Belgique, pour son engagement faveur du patrimoine européen.